# 殺盜非殺人
殺盜非殺人，中國戰國時代的一個哲學、邏輯學命題，可能是由墨家提出。其概念與公孫龍提出的“白馬非馬”類似，是對於名實問題的一種邏輯學論辯。重視心性之學的儒家認為此類辯題是“以名亂實”，即利用語言描述的不准確性、通過概念和文字邏輯來混淆事物的實質；以現代漢語的概念來描述，即儒家認定該命題為一種詭辯。

## 概論
「殺盜，非殺人」這個命題被記錄在《墨子·小取篇》，是墨辯的一個命題。該命題認為，“盜人”之概念，是“人”之概念其下的某一個種類；因此墨家所提倡的“愛人”說并不等同於“愛盜人”，而“不愛盜人”也不等同於“不愛人”，殺“盜人”不同于殺“人”，不應受到批判。

## 反駁意見
主要有儒家荀子提出的批評，認為這是一種「以名亂名」的迷思，也即大約與其同時代的希臘學者所稱的詭辯。